# Metoda Vojty
Metoda Vojty – terapia stosowana przy rehabilitacji dzieci i dorosłych ze schorzeniami neurologicznymi. Jej nazwa pochodzi od nazwiska jej twórcy, Václava Vojty (1917-2000), czeskiego lekarza.